# L'Un contre l'autre (série télévisée)
Pour les articles homonymes, voir L'Un contre l'autre.
L'Un contre l'autre est une sitcom française en 52 épisodes de 26 minutes, créée par Jean-Luc Azoulay. La série est diffusée du 4 mars 1996 au 5 avril 1996 à 18h05 sur TF1 mais la diffusion est stoppée après 29 épisodes, faute d'audience. Elle sera finalement rediffusée en intégralité du 8 août 1998 au 28 septembre 1998 à 5h50 sur TF1. La série a ensuite été rediffusée sur AB1. Elle est également disponible en intégralité sur la chaîne YouTube Génération Sitcoms depuis le 11 décembre 2020.

## Synopsis
Cette sitcom met en scène les aventures d'un jeune couple de trentenaires, Jean et Gin, et de leurs amis, David, Marcel, Jennifer...
Gin, une photographe américaine de mode, et Jean, directeur de marketing dans une agence de publicité, sont de jeunes mariés très amoureux l'un de l'autre. Tout irait pour le mieux si le couple n'était pas sans arrêt dérangé par son entourage. Il y a David, le meilleur ami de Gin, mais que Jean ne supporte pas, pas plus qu'il ne supporte François, le patron de Gin, ou Pierre, son jeune assistant. Quant à Gin, elle ne supporte pas non plus les visites des anciennes conquêtes de son mari. Et quand Gin et Jean peuvent enfin se retrouver seuls l'un contre l'autre, c'est Marcel, un voisin quelque peu envahissant, qui vient sonner à la porte pour raconter ses chagrins d'amour. 

## Commentaires
Cette série s'inspire de la sitcom américaine Dingue de toi, dont les protagonistes, qui sont eux aussi de jeunes mariés, sont régulièrement confrontés au même genre de personnages et de situations (problèmes de famille et de voisinage, soucis professionnels). Seules différences  : Jean et Gin ne possèdent pas de chien et il n'y a eu qu'une seule saison de 52 épisodes.

## Distribution principale
- Rochelle Redfield : Gin Garnier
- Thierry Redler : Jean Garnier

## Distribution secondaire
- Hervé Jouval : David
- Benoît Gourley : Thierry
- Éric Blanc : Marcel
- Audrey Moore : Jennifer
- Gérard Pinteau : Christian
- Isabelle Bouysse : Isabelle
- David Proux : Pierre
- Sophie Durin : Dolly
- Nathalie Auffret : Agathe
- Virginie Ledieu : Madame Duraux
- Marie Chevalier : Marie
- Stefan Godin : Monsieur Duraux
- Christian Baltauss : Edouard
- Patricia Cartier : Francine
- Patricia Barzyk : Violette
- Agnès Dhaussy : Agnès
- Bérangère Jean : La fille
- Pascale Lievyn : Mademoiselle Milan
- Nathalie Moncorger : Nathalie
- Mark Robertson : John

## Invités
- Jean-Philippe Bèche : Bernard
- Alexandra Cabot : Cathy
- Olivia Dutron : Laurence
- José Fumanal : Laurent
- Nathalie Grandhomme : Mathilde
- Diane Robert : Stéphanie
- Christophe Allwright et Niels Bugat : Les flics
- Claudine Ancelot : Maguy
- François Barluet : Monsieur de la Bechaussière
- Cécile Barsanti : Martine
- Karine Belly : Edith
- Adrienne Bonnet : Madame Vaguela
- Caroline Calloch : Lucy
- André Dadin : Nouillard
- Thierry Der'ven : Le cuisinier
- Valérie Drevon : Simone
- Deddy Dugay : La contractuelle
- Vincent Farragi : Le pompier
- Christine Guerdon : Marie-Jo
- Brigitte Herrera : La colonelle
- Maud Heywang : Julie
- Jean-François Kopf : Monsieur Proutot
- Valérie Lamour : Chloé
- Michel Lebret : Monsieur Domblaire
- Florence Lohat : Dominique
- René Morard : Monsieur Lefilatre
- Constantin Pappas et Didier Ruiz : Les policiers
- Véronique Picciotto : Anouck
- Robert Rollis : Le gardien
- Laure Sabardin : Madame Bienenchaire
- Antoine Seguin : Jeannot
- Alain Stach : Le médecin
- Véronique Winkel : Elisabeth